# Montréal-les-Sources
Montréal-les-Sources (okzitanisch: Montreal) ist ein Ort und eine Gemeinde mit 25 Einwohnern (Stand 1. Januar 2022) im Département Drôme in der südfranzösischen Region Auvergne-Rhône-Alpes. Montréal-les-Sources wurde im Jahr 2014 als Village fleuri eingestuft; seit 2015 gehört der Ort zum „Parc naturel régional des Baronnies Provençales“.

## Lage
Der Ort Montréal-les-Sources liegt auf einer Anhöhe oberhalb des Tales der Eygues im Südwesten des Départements Drôme, nahe der Grenze zum Département Vaucluse in einer Höhe von ca. 600 m ü. d. M.; die nächstgrößere Stadt, Nyons, befindet sich ca. 21 km (Fahrtstrecke) südwestlich.

## Bevölkerungsentwicklung
| Jahr                       | 1800 | 1851 | 1901 | 1954 | 1999 | 2017 |
| -------------------------- | ---- | ---- | ---- | ---- | ---- | ---- |
| Einwohner                  | 211  | 210  | 133  | 42   | 22   | 23   |
| Quellen: Cassini und INSEE |      |      |      |      |      |      |

Der Bevölkerungsrückgang in der ersten Hälfte des 20. Jahrhunderts ist im Wesentlichen auf die abgelegene Lage des Ortes und den Verlust an Arbeitsplätzen infolge der Reblauskrise im Weinbau und der Mechanisierung der Landwirtschaft zurückzuführen.

## Wirtschaft
Die Einwohner des Ortes lebten jahrhundertelang als Selbstversorger von der Landwirtschaft (Feldbau und Viehzucht). Auch Wein wurde angebaut; der Ort besitzt auch heute noch das Recht zur Vermarktung seiner Weintrauben über die Appellationen Comtés Rhodaniens, Coteaux des Baronnies, Mediterranée und Drôme; es gibt zwar noch zahlreiche Weinfelder in der Umgebung des Ortes, doch ist kein Winzer mehr im Ort ansässig. Der Anbau von Oliven, Aprikosen, Kirschen und Äpfeln ist ebenfalls von Bedeutung. Seit den letzten Jahrzehnten des 20. Jahrhunderts spielt der Tourismus in Form der Vermietung von Ferienwohnungen (gîtes) eine wichtige Rolle im Wirtschaftsleben des Ortes.

## Geschichte
Im Jahr 1948 wurde eine gut erhaltene römische Grabinschrift gefunden, die einen Lucius Valerius Cometius, einen Veteranen der VIII. Legion Augusta, erwähnt. Das Epitaph wird heute in der Burg des Nachbarorts Sahune aufbewahrt. 
Montréal gehörte im Hochmittelalter zu den Baronnies, die damals rechtlich Bestandteil des Heiligen Römischen Reiches war; im 14. Jahrhundert fiel die Region an den französischen Dauphin, der es den Herren von Les Baux als Lehen übergab.

## Sehenswürdigkeiten

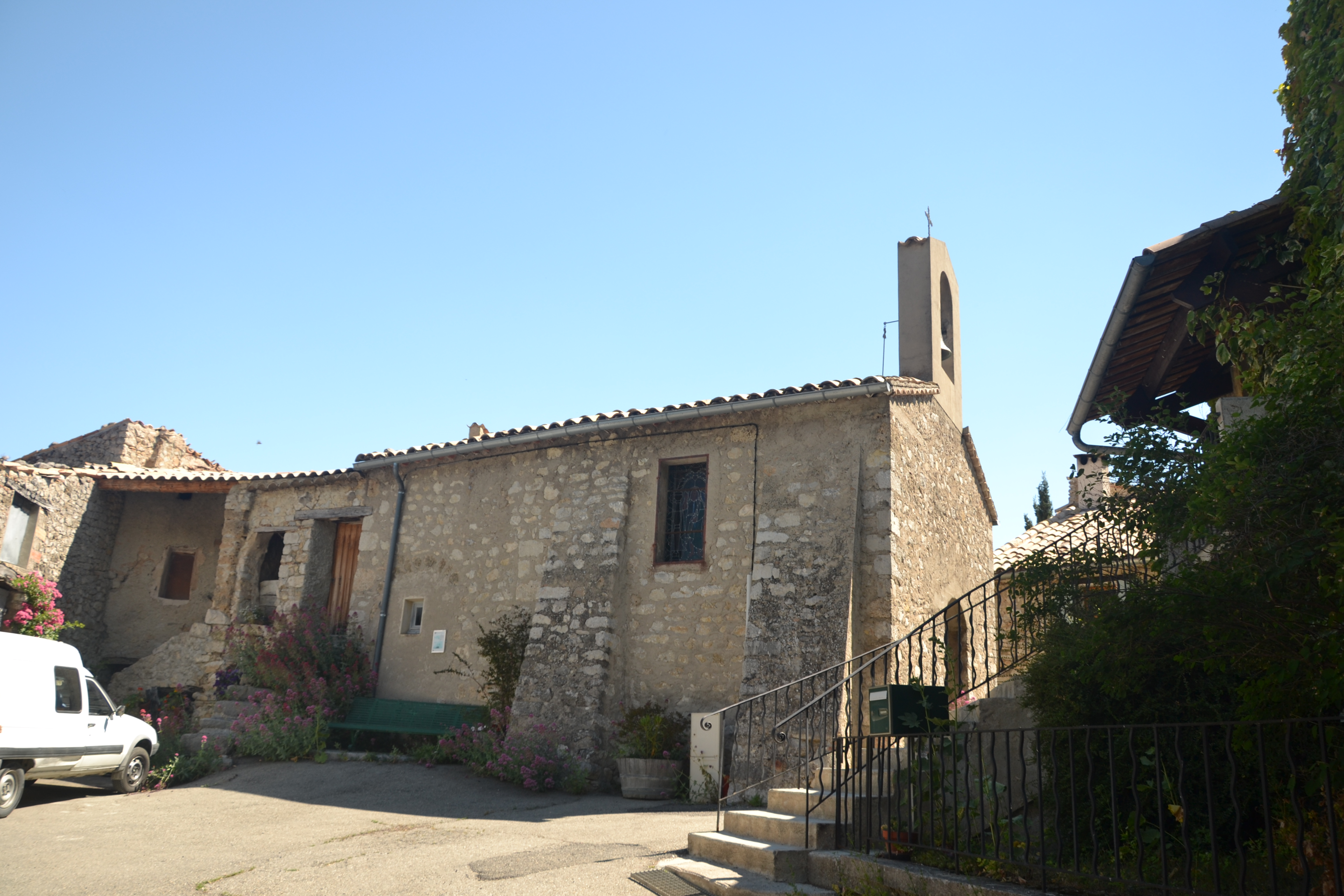
Kirche Montréal-les-Sources

- Die kleine Pfarrkirche ist – mit Ausnahme der Ecksteine – aus unbehauenen Bruchsteinen errichtet, der einfache Glockengiebel (clocher mur) ist verputzt.
- An einem Haus befindet sich eine Quelle mit einem im 19. Jahrhundert erbauten Waschhaus (lavoir).

außerhalb
- Die circa einen Kilometer außerhalb des Ortes gelegene Kapelle Saint-Julien existierte bereits im 11. Jahrhundert. Von dem ursprünglichen Bau ist jedoch nur die Apsis erhalten; das Kirchenschiff wurde später erneuert.